# 9934 Caccioppoli
9934 Caccioppoli è un asteroide della fascia principale. Scoperto nel 1985, presenta un'orbita caratterizzata da un semiasse maggiore pari a 2,5796914 UA e da un'eccentricità di 0,2318150, inclinata di 16,61787° rispetto all'eclittica.
Fu battezzato così in onore di Francesco Caccioppoli, direttore dell'Istituto Navale di Procida (1855-1904) e astrofilo appassionato, e Renato Caccioppoli, matematico italiano, su suggerimento di Ettore Perozzi (10027 Perozzi).